# Holyvahangyaformák

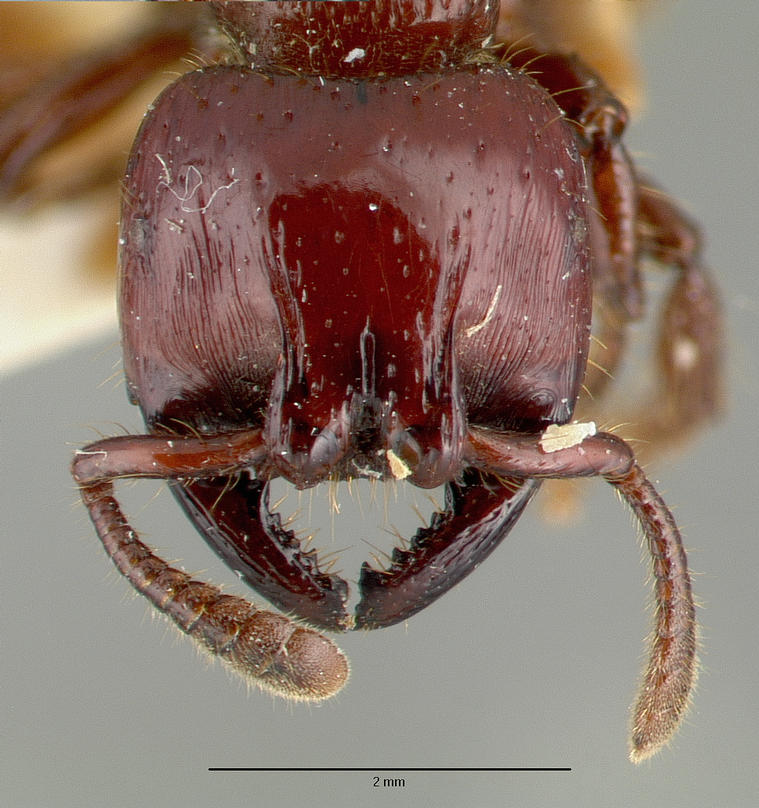
Myopopone castanea feje

A holyvahangyaformák (Amblyoponinae) a hártyásszárnyúak (Hymenoptera) fullánkosdarázs-alkatúak (Apocrita) alrendjébe sorolt hangyák (Formicidae) családjának egyik alcsaládja a különböző rendszertanok szerint 9–11 recen és egy kihalt nemmel, nagyjából másfélszáz fajjal.

## Származásuk, elterjedésük
Az ismert fajok zöme Ausztráliában él, illetve élt. Az egyes nemek elterjedési területeit rendszertani besorolásuknál tüntetjük fel.

## Életmódjuk, élőhelyük
A legtöbb faj trópusi erdőségekben él; a szárazabb éghajlatú területeket kerülik.
Egy kelet-ázsiai drakulahangya faj, a Stigmatomma silvestrii királynője úgy egészíti ki a neki hozott táplálékot, hogy az idősebb lárvák oldalát harapdálja, és felszürcsöli az onnan kiserkenő, vérnyiroknak (hemolimpha) nevezett átlátszó folyadékot. A megharapott lárvák sebei begyógyulnak, a lárvák befejezhetik fejlődésüket (Foitzik–Fritsche, 23. old.).

## Rendszertani felosztásuk
Az alcsalád ismert nemeit egyes rendszerezők a holyvahangya-rokonúak (Amblyoponini) nemzetségbe vonják össze.
Az ismert nemek (11 + 1):
- vámpírhangya (Adetomyrma) — Ausztráliában
- holyvahangya (Amblyopone) — kozmopolita
- Fulakora — Ausztráliában
- Myopopone — Indiától Ausztráliáig
- villámhangya (Mystrium) — Afrikában, valamint Indiától Ausztráliáig
- Onychomyrmex Queensland északi részén
- Opamyrma
- Prionopelta — kozmopolita
- drakulahangya (Stigmatomma) — Ausztráliában és a Kelet-Ázsiában
- Xymmer — Ausztráliában
- †Casaleia — Ausztráliában